# Emisum
Emisum est un roi amorrite qui régna sur Larsa vers 2004-1977 av. J-C.